# Dinitrogén-oxid
A dinitrogén-oxid (dinitrogén-monoxid, N2O, INN: nitrous oxide) egy színtelen, nem gyúlékony gáz, melynek kellemes édeskés íze és szaga van. A sebészetben és a fogászatban anesztetikus és analgetikus hatását használják. Euforizáló hatása miatt kéjgáznak, vagy nevetőgáznak is nevezik. A belsőégésű motorok üzemanyagához keverve nagyban növeli a motorok teljesítményét oxidáló hatása miatt, ami fokozza az égést. A Föld légkörében jelenlévő dinitrogén-oxid üvegházhatású gáz. A szén-dioxid és a metán után a legjelentősebb üvegházhatású gáz, ami növeli a globális felmelegedést.
A köznyelvben és a számítógépes játékokban a dinitrogén-oxidot egyszerűen „nitrónak” nevezik. Könnyen cseppfolyósítható gáz. Oldhatósága vízben és alkoholban jó. Oldódik tömény kénsavban is.
A VIII. Magyar Gyógyszerkönyvben  Dinitrogenii oxidum     néven hivatalos.  

## Kémiai tulajdonságai
Önmagában nem gyúlékony, de az égést táplálja. Ennek az az oka, hogy könnyen ad át oxigént. A parázsló fapálcát lángra lobbantja. A dinitrogén-oxid hidrogénnel keverve viszont meggyújtható, meggyújtásakor robban. A reakció során víz és nitrogén keletkezik.
{\displaystyle \mathrm {N_{2}O+H_{2}\rightarrow H_{2}O+N_{2}} }
Az ammónia és a dinitrogén-oxid keveréke meggyújtva szintén robban.
{\displaystyle \mathrm {3\ N_{2}O+2\ NH_{3}\rightarrow 4\ N_{2}+3\ H_{2}O} }

## Élettani hatása
Az égést táplálja, de a légzést nem, mivel a szervezet nem képes felbontani. Kisebb mennyiségben belélegezve nevetést, mámort, pulzáló hang- és képi hallucinációkat okoz, nagyobb mennyiségben érzéstelenítő és narkotikus hatású. (Innen a kéjgáz név.)

## Előállítása
Ammónium-nitrát óvatos hevítésével állítják elő. Ha a hőmérséklet 250 °C fölé emelkedik, a reakció robbanásba mehet át.
{\displaystyle \mathrm {NH_{4}NO_{3}\rightarrow N_{2}O+2\ H_{2}O} }

## Felhasználása
Felhasználják oxigénnel keverve altatógáznak, foghúzások alkalmával érzéstelenítésre. Habszifonokban szén-dioxid helyett használják. Alkalmazzák a méhészetben a kaptárak felnyitásakor a méhek elaltatására is, ekkor ammónium-nitrát tartalmú tabletták hevítésével nyerik.
Egyre gyakrabban drogként is feltűnik euforizáló hatása miatt, továbbá belső égésű motorokban a teljesítménynövelés érdekében.